# Johan Bertilsson
 (décembre 2017).
 (décembre 2017).
Johan Bertilsson, né le 15 février 1988 à Hova, en Suède, est un footballeur suédois. Il évolue au poste de défenseur central.

## Biographie
Au cours de ses premières années de carrière, il effectue un essai pour le club britannique de Cardiff City, mais il choisit de rester en Suède. 
En 2007, il arrive au Degerfors IF, faisant l'ascenseur entre la deuxième division et la troisième division jusqu'en 2010.
Au milieu de la saison 2010, Bertilsson fait ses débuts en première division grâce au contrat de quatre ans signé avec le Kalmar FF. Pendant cette période, il n'est que peu de fois titulaire et est prêté au Jönköpings Södra IF. Il sera également prêté la saison suivante, mais cette fois-ci l'équipe est Degerfors IF, son ancien club. ici, il inscrit 16 buts en 28 matches, et en termine vice-champion de division deux en 2013. 
Après un nouveau prêt, le premier à l'étranger avec le passage temporaire chez les Polonais du Zagłębie Lubin, il retourne en Suède en août 2014 pour s'engager avec le Gefle IF, avec un accord valable jusqu'à la fin de l'année 2016. Les 8 buts et 9 passes décisives au cours de la saison 2016 ne sont pas suffisants pour éviter la rétrogradation du Gefle IF en division deux. 
Bertilsson continue à jouer en première division, après avoir signé pour trois ans avec l'Östersunds FK.
En mai 2017, lui et le club se qualifient pour la finale de la Coupe de Suède qu'ils remporteront.
Grâce à cette victoire, il effectue lors de cette même année ses débuts en Ligue Europa.

## Palmarès
- Vainqueur de la Coupe de Suède en 2017 avec l'Östersunds FK